# Gila Almagor
Gila Almagor (hébreu : גילה אלמגור), née en 1939 à Haïfa (Israël), est une actrice israélienne. Elle est lauréate du Prix Israël en 2004.

## Biographie
Son père, Max Alexandrowitz était un immigrant allemand travaillant comme policier à Haïfa. Alors que sa femme est enceinte de 5 mois de Gila, il est tué par un sniper arabe pendant l'exercice de ses fonctions. Petit à petit, sa mère Chaya perd pied, après avoir découvert la mort de toute sa famille restée en Allemagne durant l'Holocauste. Quand sa mère est finalement envoyée en institution en 1954, Gila Almagor est envoyée dans un orphelinat, où les autres étudiants sont des enfants de survivants de l'Holocauste ou de jeunes immigrés.
Elle fait ses débuts au théâtre Habima à l'âge de dix-sept ans dans la production, The Skin of Our Teeth. En 1958, elle quitte ce théâtre pour aller jouer au Théâtre Cameri à Tel Aviv-Jaffa où elle deviendra l'une des plus importantes actrices de théâtre du pays avant de se tourner vers la télévision. Elle a joué dans une quarantaine de productions israéliennes, l'Holocauste étant un thème majeur de ses rôles.
Son autobiographie, L'Été d'Aviya, a été traduit en seize langues et adapté en film en 1988, ainsi que sa suite, Under the Domim Tree. Dans les deux films, c'est Gila elle-même qui joue le rôle de sa mère.

## Vie privée
Elle est mariée depuis 1963 à Ya'akov Agmon, manager du théâtre Habima où elle a commencé sa carrière. Ils ont deux enfants.

## Philanthropie
Elle a fondé l'association à but non-lucratif Gila Almagor Wish Foundation qui vient en aide aux enfants malades en réalisant leurs rêves, les emmenant en voyage,.

## Distinctions
- Prix spécial au Festival international du film de Jérusalem (2006)
- Prix Israël pour sa contribution au cinéma israélien (2004)
- Lifetime Achievement Award de la Israeli Academy Film (1997)
- Ours d'Argent à la Berlinale pour Ha-Kayitz Shel Aviya (1989)[7]
- Golden Speak Award au Valladolid Festival (1989)[8]

En 2009, l'Université Ben Gourion du Néguev et l'Université de Tel Aviv lui ont décerné un doctorat honorifique.

## Filmographie
- 1964 : Sallah Shabati (סאלח שבתי) de Ephraim Kishon : Bathsheva Sosialit
- 1965 : La Malle du Caire (Einer spielt falsch) de Menahem Golan : Yasmin
- 1973 : La Maison de la rue Chelouche (Ha-Bayit Berechov Chelouche) de Moshé Mizrahi : Clara
- 1989 : La Roseraie (The Rose Garden) de Fons Rademakers : Ruth
- 1992 : La Vie selon Agfa (Ha-Chayim Al-P) de Assi Dayan : Daliah
- 2005 : Munich de Steven Spielberg : mère d'Avner